# Magnolia dixonii
Magnolia dixonii är en magnoliaväxtart som först beskrevs av Elbert Luther Little, och fick sitt nu gällande namn av Rafaël Herman Anna Govaerts. Magnolia dixonii ingår i släktet Magnolia och familjen magnoliaväxter. Inga underarter finns listade i Catalogue of Life.